# Levente Zsók
Levente Zsók (* 21. Oktober 1983 in Miercurea Ciuc) ist ein rumänischer Eishockeyspieler, der seit 2010 beim ASC Corona 2010 Brașov in der Rumänischen Eishockeyliga und der MOL Liga spielt.

## Karriere

### Club
Levente Zsók, der der ungarischsprachigen Minderheit der Szekler in Rumänien angehört, begann seine Karriere in der Eishockeyabteilung des Hauptstadtklubs Dinamo Bukarest. 2002 kehrte er in seine Heimatstadt zurück und schloss sich dem SC Miercurea Ciuc an. Mit dem traditionellen Club der Szekler gewann er 2004, 2007, 2008 und 2010 den Rumänischen Meistertitel und 2004 auch die Pannonische Liga. 2003, 2007, 2008 und 2010 gewann er mit seinem Verein auch den rumänischen Pokalwettbewerb. Nach diesen Erfolgen verließ er 2010 Miercurea Ciuc wieder und wechselte zum ASC Corona 2010 Brașov, mit dem er Landespokal 2013 und ein Jahr später den Meistertitel erringen konnte. In der Spielzeit 2013/14 erreichte er zudem mit Brașov das Playoff-Finale, das jedoch mit 2:4-Siegen gegen den HK Nové Zámky aus der Slowakei verloren ging. Zsók war dabei mit sechs Toren und fünf Vorlagen der beste Scorer der Playoffs gewesen. 2015 konnte er mit seiner Mannschaft erneut den Pokalwettbewerb und 2017 ein weiteres Mal den Meistertitel gewinnen.

### International
Zsók spielt international im Gegensatz zu anderen Szeklern, die für Ungarn antreten, für sein Geburtsland Rumänien. Bereits im Juniorenbereich war er bei Weltmeisterschaften aktiv: Bei der Division III der U-18-Weltmeisterschaft 2001 spielte er ebenso, wie bei den U-20-Weltmeisterschaften 2001, 2002 (jeweils in der Division III) und 2003 in der Division II.
Sein Debüt in der Herren-Nationalmannschaft gab Zsók bei der Weltmeisterschaft 2007, als die Rumänen den Abstieg in die Division II hinnehmen mussten. Anschließend spielte er 2008, 2010 und 2015 in der Division II sowie 2009, 2012, 2014 und 2016 in der Division I. Zudem vertrat er seine Farben bei den Olympiaqualifikationsturnieren für die Winterspiele 2014 in Sotschi und 2018 in Pyeongchang, bei der die Rumänen jedoch jeweils nach drei Niederlagen tor- und punktlos ausschieden.

## Erfolge
| - 2001 Aufstieg in die Division II bei der U-18-Weltmeisterschaft, Division III - 2003 Aufstieg in die Division II bei der U-20-Weltmeisterschaft, Division III - 2003 Rumänischer Pokalsieger mit dem SC Miercurea Ciuc - 2004 Rumänischer Meister mit dem SC Miercurea Ciuc - 2004 Gewinn der Pannonischen Liga mit dem SC Miercurea Ciuc - 2007 Rumänischer Meister mit dem SC Miercurea Ciuc - 2007 Rumänischer Pokalsieger mit dem SC Miercurea Ciuc - 2008 Aufstieg in die Division I bei der Weltmeisterschaft der Division II, Gruppe A - 2008 Rumänischer Meister mit dem SC Miercurea Ciuc - 2008 Rumänischer Pokalsieger mit dem SC Miercurea Ciuc | - 2009 Sieger der MOL Liga mit dem HSC Csíkszereda - 2010 Rumänischer Meister mit dem SC Miercurea Ciuc - 2010 Rumänischer Pokalsieger mit dem SC Miercurea Ciuc - 2013 Rumänischer Pokalsieger mit dem ASC Corona 2010 Brașov - 2014 Rumänischer Meister mit dem ASC Corona 2010 Brașov - 2014 Bester Scorer der Playoffs in der MOL Liga - 2015 Rumänischer Pokalsieger mit dem ASC Corona 2010 Brașov - 2015 Aufstieg in die Division I, Gruppe B, bei der Weltmeisterschaft der Division II, Gruppe A - 2017 Rumänischer Meister mit dem ASC Corona 2010 Brașov |

## MOL-Liga-Statistik
(Stand: Ende der Saison 2017/18)